# Глебль
Глебль — древнерусский город в Черниговской земле, упомянутый в Ипатьевской летописи под 1147 годом, когда он выдержал осаду войск великого князя киевского Изяслава Мстиславича. Возведение Глебля связывается с деятельностью князя Глеба Святославича или его тёзки Глеба Ольговича.

## Местоположение
Местоположение Глебля дискуссионно. Согласно Н. М. Карамзину, он располагался на месте села Старый Глебов Черниговской губернии (впоследствии Старый Глыбов Черниговской области), которое ныне затоплено водами Киевского водохранилища.
По мнению Н. С. Арцыбашева, впоследствии поддержанному прочими историками, Глебль следует ассоциировать с городищем у села Красный Колядин Черниговской области. Этот памятник был было впервые описан в XVII веке Павлом Алеппским, впоследствии исследовался Т. В. Кибальчичем, В. Г. Ляскоронским, М. П. Кучерой, О. В. Сухобоковым и другими учёными; сведения о работах Ю. Г. Гендуне в Красном Колядине ошибочны. Городище располагается на мысу левого коренного берега реки Ромен, при впадении в него реки Красный Мыс, вытянуто по оси север—юг и состоит из трёх укрепленных частей. Первая часть («Гуляй-городок») размерами 150 × 40 м занимает стрелку мыса, с юга заметны следы вала и рва. На севере расположена вторая часть — «Замок», имеющая форму неправильного четырёхугольника (140 × 40 × 60 м) и окружённая по периметру валом высотой 3 м. Ещё севернее, за оврагом, находится третья часть — «Большая крепость» (250 × 150 м), обнесённая крутым валом, двойным с восточной и западной стороны. Культурный слой содержит отложения роменской культуры IX—X веков, древнерусского (XI—XIII веков) и более позднего времени. Памятник сильно разрушен поздними перестройками.
П. В. Голубовский ассоциировал с Глеблем городище близ устья реки Гайворон, лежащее в 4 верстах к северу от Красного Колядина. По мнению Ю. Ю. Моргунова, остатками Глебля является городище, расположенное на берегу реки Торговица близ села Шевченково Конотопского района Сумской области. В позднейших источниках оно фигурирует под названием Пустая Торговица, в XV веке входило в состав волости Торговица. Гипотезу Ю. Ю. Моргунова о локализации Глебля поддержали В. В. Приймак и В. А. Поряднева.